# Chiaroscuro

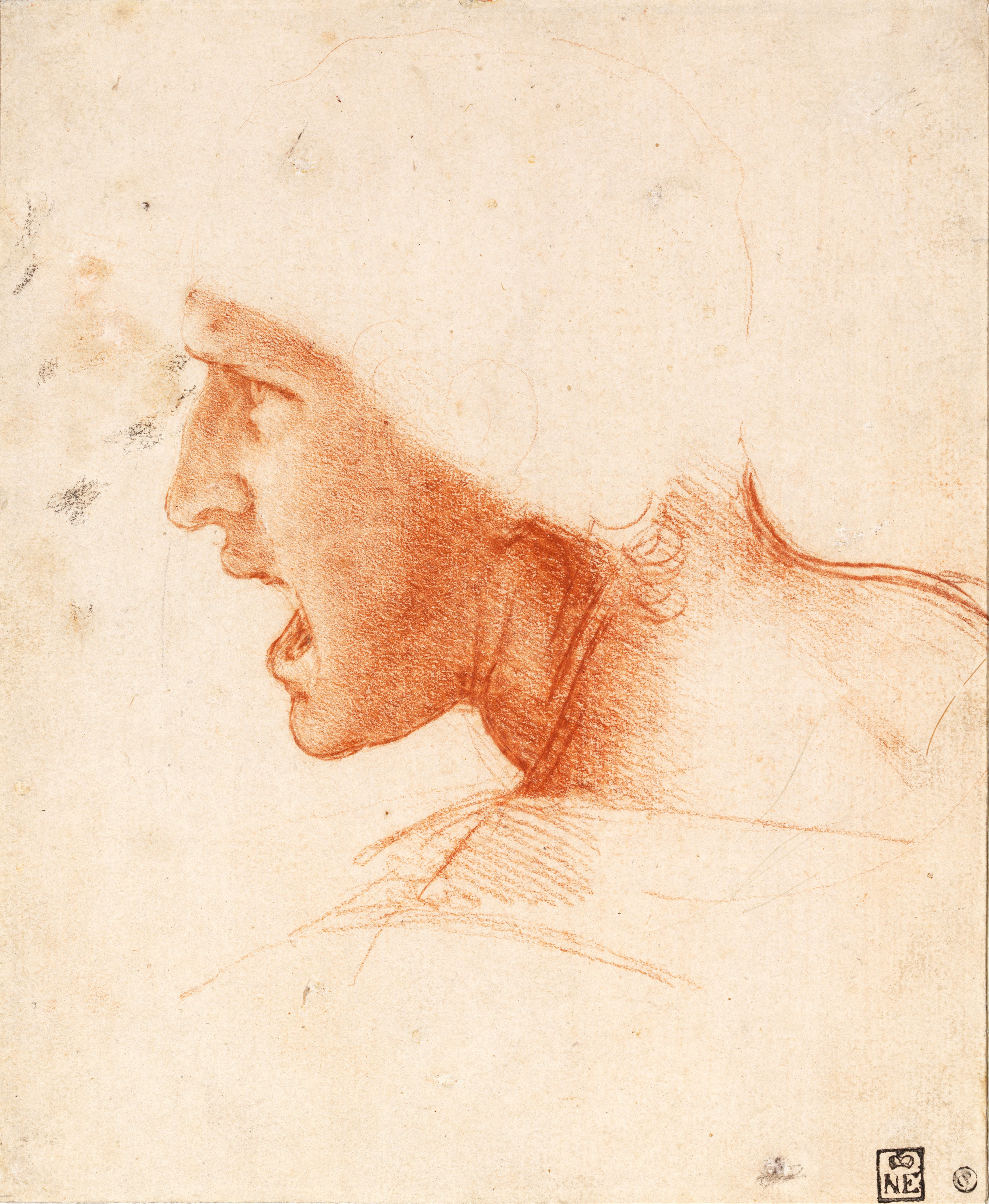
Leonardo da Vinci, studio di figura per la battaglia di Anghiari

Il chiaroscuro è un effetto artistico di luce che consiste nel dare risalto alle immagini, tramite la definizione di luce ed ombre sulle superfici dipinte, sovrapponendo, appunto, le tonalità "chiare" e "scure".

## Nel disegno

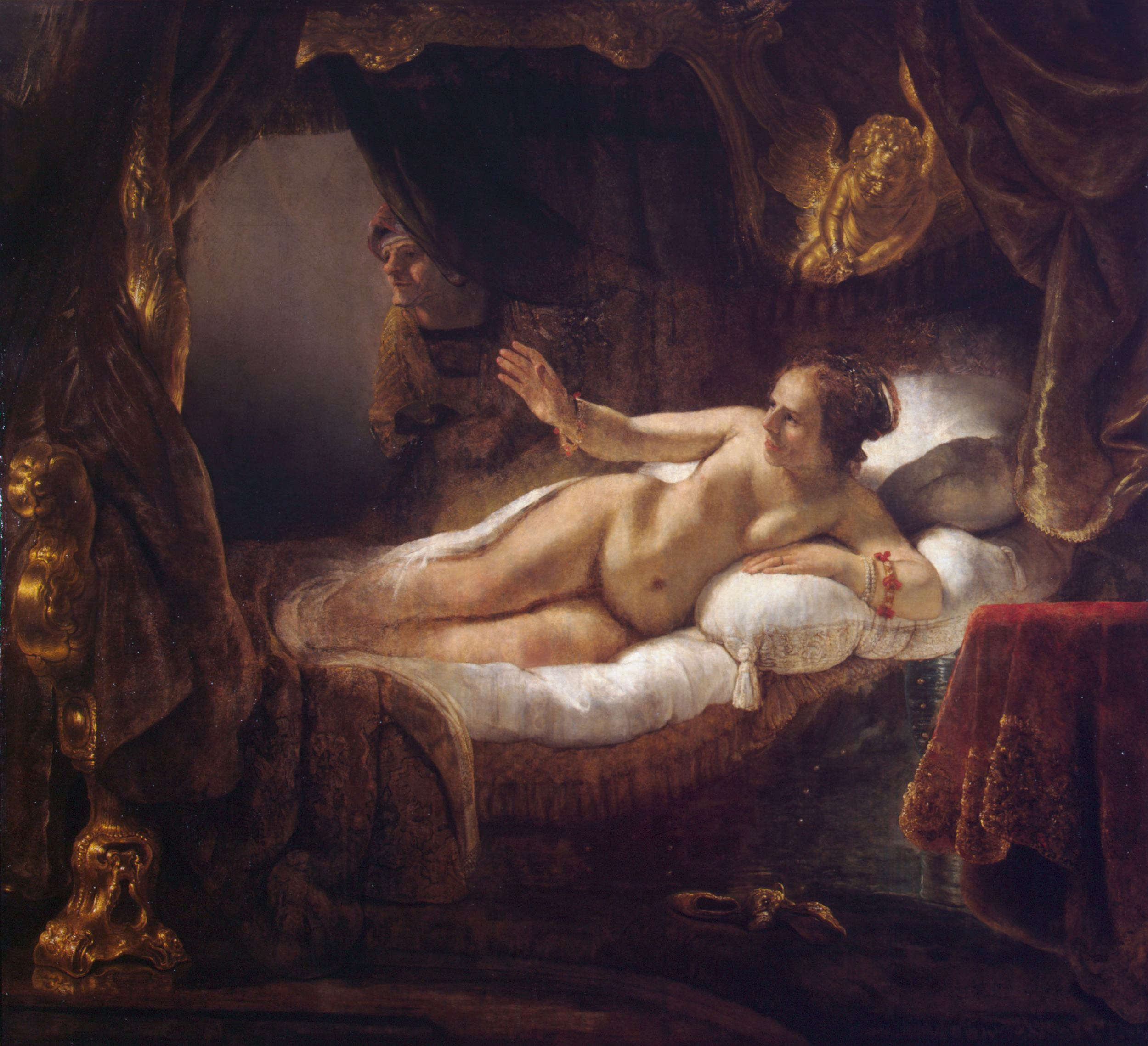
Chiaroscuro in un'opera di Rembrandt Harmenszoon van Rijn

Il chiaroscuro in senso stretto è quello legato all'arte grafica, ed è tecnicamente il passo successivo al disegno lineare. A volte il rapporto temporale tra la stesura di linee e luci/ombre può essere invertito, iniziando dalle seconde. 
Attraverso il chiaroscuro è possibile dare un'idea dei volumi, dei materiali, dello spazio. Esistono varie tecniche, che oscillano tra quelle che lasciano vedere il segno (tratteggio, linee continue, ecc.) a quelle che lo rendono invisibile (sfumatura, passaggi graduali, ecc.). Il chiaroscuro si può stendere solo dipingendo le ombre, con uno o più colori (carboncino, sanguigna, ecc.) oppure schiarendo le luci rispetto al colore del supporto. La stesura di luci si chiama "lumeggiatura" e può essere effettuata, ad esempio, usando un pastello bianco su un foglio color ocra.
Oltre all’uso pittorico, il chiaroscuro trova ampia applicazione anche nel disegno e nella grafica, con finalità e tecniche in parte differenti.

### Confronto dal chiaroscuro pittorico
A differenza del chiaroscuro pittorico, che impiega pigmenti e colori per rendere la luce e le ombre, il chiaroscuro grafico si basa principalmente su valori tonali monocromatici. Entrambe le tecniche hanno lo stesso obiettivo — dare tridimensionalità e profondità — ma si realizzano con approcci e materiali diversi.

## In pittura

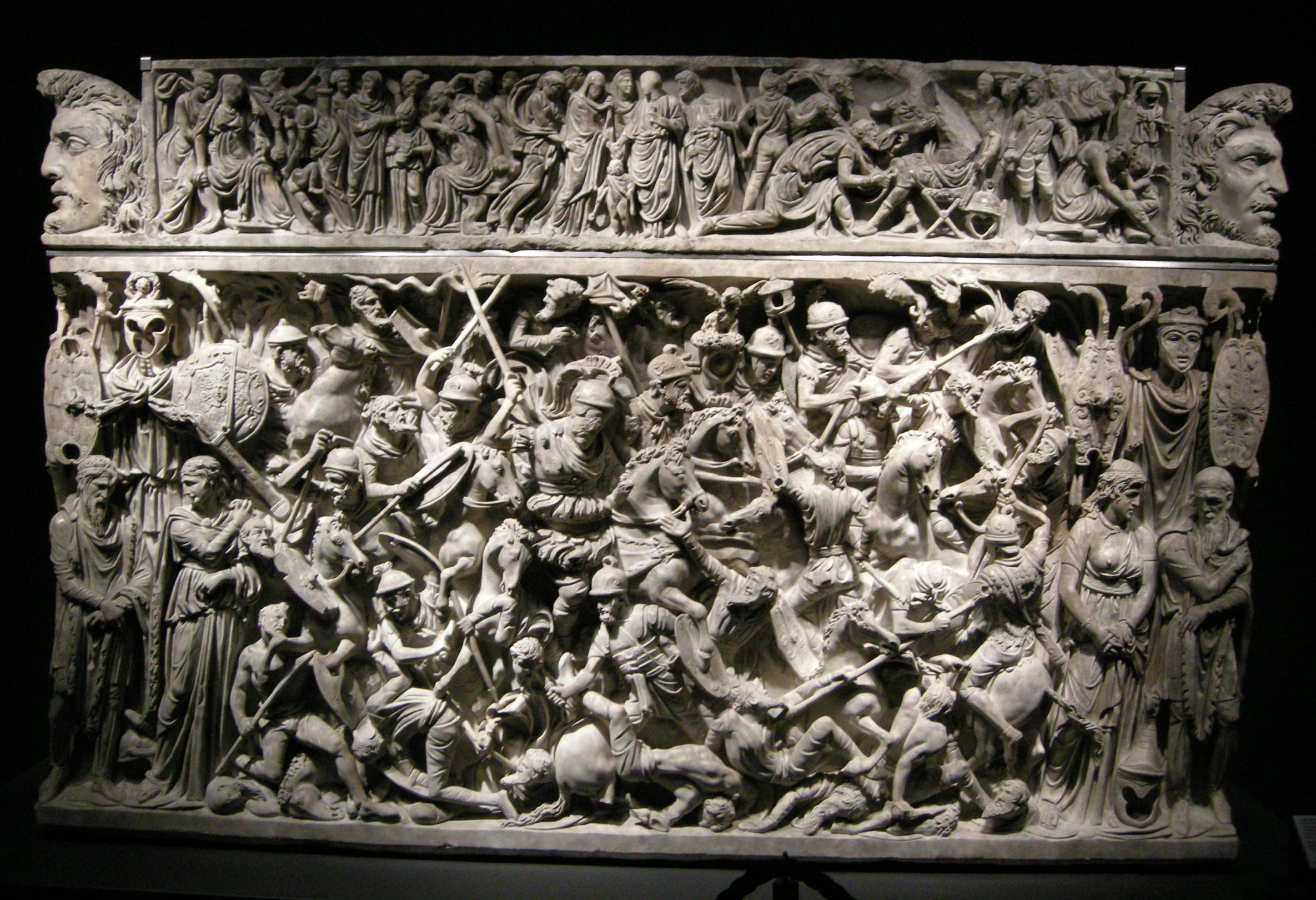
Effetti di marcato chiaroscuro sul sarcofago di Portonaccio

In pittura il chiaroscuro è legato all'uso dei colori.
Usato nella pittura antica, perse di importanza nell'arte bizantina e medievale, dove il simbolismo delle figure non richiedeva un rilievo plastico-spaziale. Per creare effetti di luci ed ombra si usava tutt'al più un tratteggio, a grana più o meno fine.
In Italia, alla fine del XIII secolo, Cimabue riportò in auge l'uso delle sfumature più delicate, riscoprendo il problema della luce e del modo in cui essa illumina in maniere diverse le differenti parti di un corpo, le materie e le superfici disparate. Un capolavoro in tal senso fu il Crocifisso di Santa Croce. Con Giotto la gamma cromatica di sfumature si fece più ampia, arrivando ad assomigliare sempre più alla luce reale. Anche Caravaggio fu uno tra i principali maestri di tale tecnica, che tra la fine del XVI secolo e l'inizio del XVII divenne famoso proprio per l'utilizzo marcato di questa suo modo di dipingere tanto da farlo diventare un suo vero e proprio "marchio di fabbrica". I pittori successivi svilupparono queste tecniche, facendo del chiaroscuro un elemento imprescindibile della raffigurazione pittorica fino al XIX secolo. Da quell'epoca gli impressionisti prima (legati ad una pittura di pura luce e colore) e i cubisti poi (che riscoprirono le forme piatte e geometriche) portarono a un superamento del chiaroscuro (Matisse, ad esempio, ne fece completamente a meno).

## In scultura e architettura

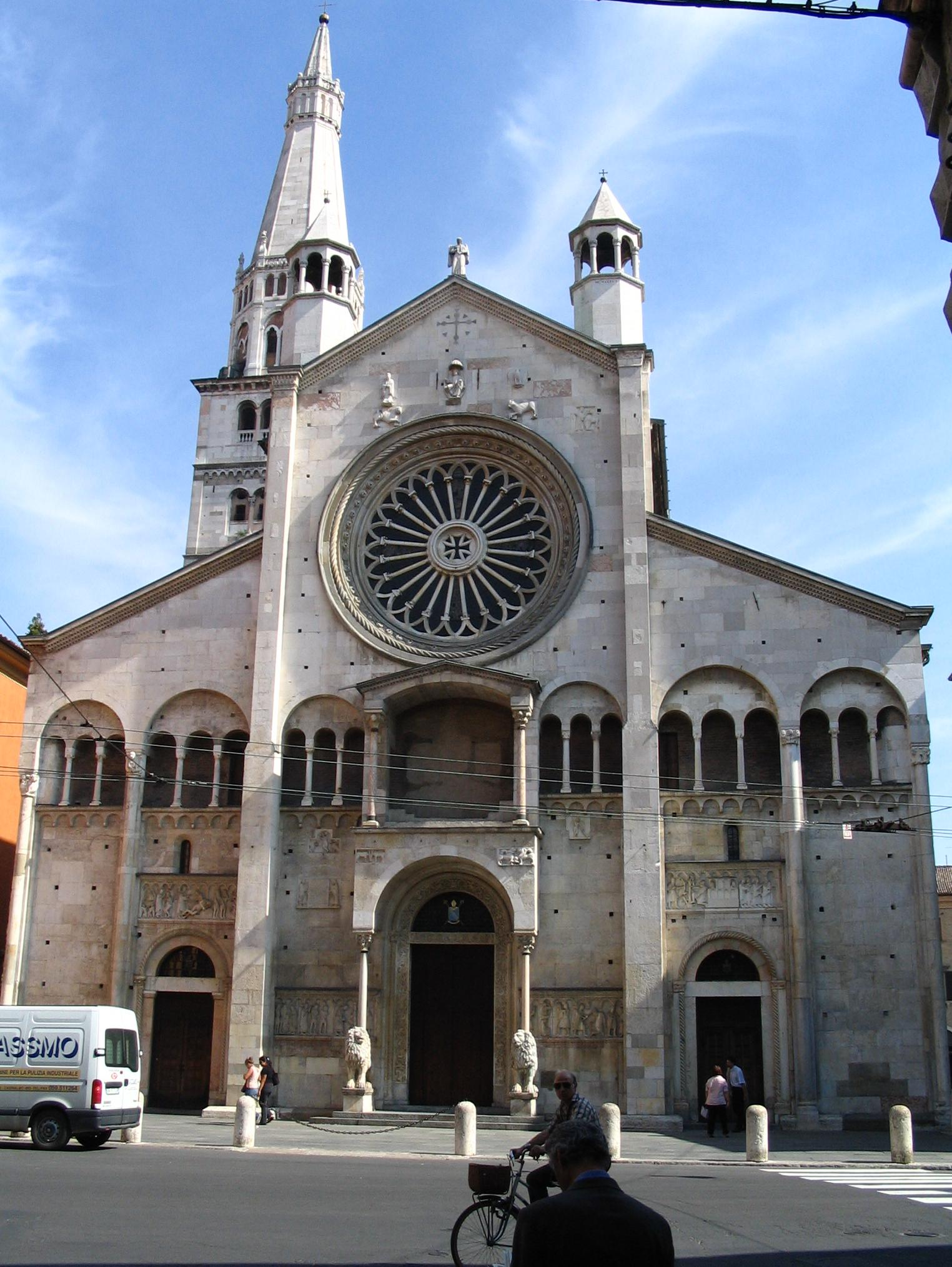
Effetti di chiaroscuro sulla facciata del Duomo di Modena

In senso più generale si parla di chiaroscuro intendendo il gioco di luci ed ombre che si produce sulle superfici. Per esempio in architettura si parla di chiaroscuro quando il gioco di volumi pieni e volumi vuoti crea un effetto di variazione rispetto alla monotonia di una superficie piana. Un esempio di edificio con valori di chiaroscuro è l'esterno del Duomo di Modena, con le false loggette create unicamente con lo scopo di movimentare la facciata e i fianchi.
Anche in scultura si parla di chiaroscuro quando il rilievo genera un contrasto tra luce ed ombra naturale, che può magari far stagliare le figure e far risaltare alcuni dettagli. Il chiaroscuro è un elemento fondamentale quando in scultura si vuol rappresentare il movimento; anzi più sono forti gli effetti di luci ed ombre, più tumultuosa risulterà la scena. Tra gli esempi più noti ci possono essere il sarcofago di Portonaccio dell'arte romana, la Strage degli Innocenti del pulpito di Sant'Andrea di Giovanni Pisano, oppure la Battaglia dei centauri di Michelangelo.